# Apodemus speciosus
Apodemus speciosus là một loài động vật có vú trong họ Chuột, bộ Gặm nhấm. Loài này được Temminck mô tả năm 1844.

## Hình ảnh

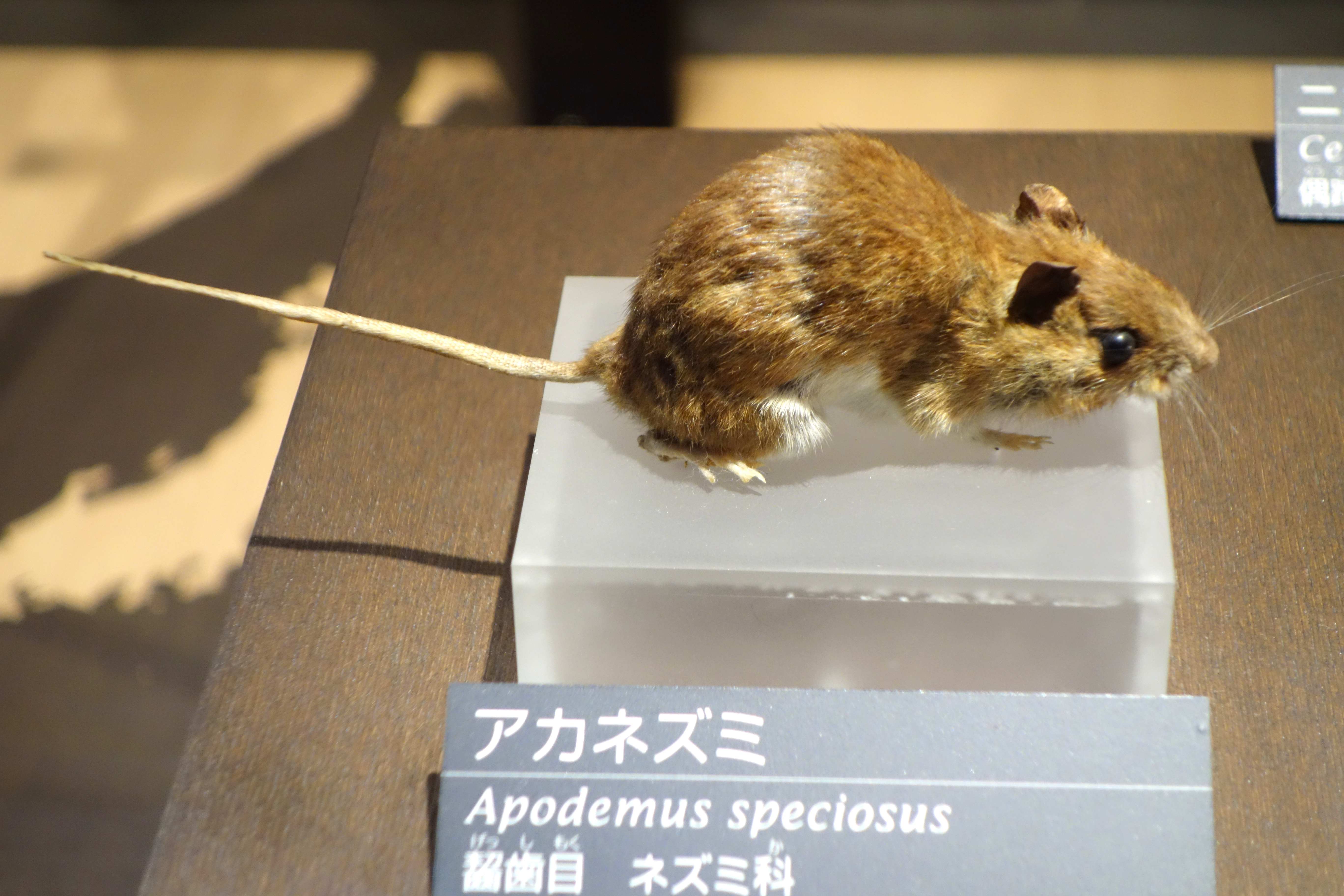